# هانری نرسسیان
هانری بارسقی نرسسیان (ارمنی: Հանրի Բարսեղի Ներսիսյան؛ زادهٔ ۲۷ فوریهٔ ۱۹۳۶) ریاضی‌دان ارمنی‌تبار اهل روسیه و ارمنستان است که در زمینه‌های معادله‌های دیفرانسیل و انتگرالی و آنالیزهای تابعی و عددی تخصص دارد. وی به خاطر معرفی‌نمودن مشتقات کسری که مشترکاً توسط وی و مخیتار جرباشیان صورت گرفته است شناخته می‌شود.

## زندگی‌نامه
وی در ۲۷ فوریه ۱۹۳۶ در ولگوگراد به دنیا آمد و در سال ۱۹۵۷ از دانشگاه دولتی ایروان فارغ‌التحصیل گشت.  وی آکادمیسین و عضو فرهنگستان ملی علوم ارمنستان می‌باشد.